# DC Showcase: Green Arrow
DC Showcase: Green Arrow es un cortometraje de animación de 2010, dirigido por Joaquim Dos Santos y escrito por Greg Weisman, protagonizado por Neal McDonough como Flecha Verde, que debe proteger a una joven princesa en un aeropuerto. La película, que fue lanzada el 28 de septiembre de 2010 como una característica adicional en el DVD de Superman/Batman: Apocalypse, fue la tercera de la serie DC Showcase y fue incluida en el DVD recopilatorio DC Showcase Original Shorts Collection en una versión extendida.

## Argumento
Oliver Queen espera en el aeropuerto internacional de Ciudad Star la llegada de su novia, Dinah. Se retrasa en el tráfico debido a la llegada de la princesa Perdita.
El Conde Vértigo ha contratado a Merlyn para asesinar a Perdita, que es la sobrina de Vértigo. Perdita se convertirá pronto en la reina de Vlatava tras el asesinato de su padre a manos de su tío. Mientras Merlyn ataca a su objetivo, Queen descubre el plan y se ve obligado a intervenir como su alter ego Flecha Verde. Despacha a varios de los secuaces de Merlyn antes de llevar a Perdita a un lugar seguro. Se ve obligado a batirse en duelo con Merlyn y lo derrota.
El Conde Vértigo llega e intenta matar tanto al héroe como a la propia Perdita, incapacitándolos. Dinah, que se revela como Canario Negro, llega en ese momento y deja inconsciente al Conde Vértigo con su "Grito Canario" sónico. Después, Flecha le propone matrimonio a Canario Negro. Instada por una Perdita que la apoya, Dinah acepta la propuesta de Oliver y comparten un apasionado beso.

## Reparto
- Neal McDonough como Flecha Verde/Oliver Queen[2]
- Malcolm McDowell como Merlyn[3]
- Steve Blum como Conde Vértigo[3]
- Grey DeLisle as Canario Negro/Dinah Laurel Lance[3]
- John DiMaggio como Mercenario #1[3]
- Ariel Winter como la Princesa Perdita[3]